# Cerion incanum
Cerion incanum är en snäckart som först beskrevs av A. Binney 1851.  Cerion incanum ingår i släktet Cerion och familjen Ceriidae. Inga underarter finns listade i Catalogue of Life.